# Lista botaniștilor după abrevierea de autor (P)
Aceasta este o listă incompletă de botaniști după abrevierile lor de autor, care sunt destinate citării denumirilor științifice sau a lucrărilor pe care le-au publicat. Această listă este întocmită după Authors of Plant Names⁠(en)[traduceți] de Brummitt & Powell (1992). Utilizarea acelei liste este recomandată prin Nota 1 Rec. 46A din International Code of Nomenclature for algae, fungi, and plants. Lista este actualizată online la The International Plant Names Index și Index Fungorum.
De notat că în unele cazuri abrevierea de autor constă dintr-un nume de familie complet, iar în alte cazuri numele este abreviat sau/și însoțit de una sau mai multe inițiale. Nu se pun spații între inițiale și nume (sau abrevierea sa).

#### Ordinea intrărilor
Lista de aici este menținută strict în ordinea alfabetică a abrevierilor; astfel "A.B.Jacks." apare la litera "A" și nu la "J", și este situat astfel ca și cum caracterele ar fi fost "ABJACKS". Capitalizarea este ignorată, la fel ca și toate caracterele non-alfabetice ca puncte și spații. Semenele diacritice de asemenea sunt ignorate, astfel încât, de exemplu, "ü" este tratat ca și cum ar fi "u".

#### Navigare
Din cauza lungimii sale, lista este despărțită în mai multe pagini separate. Toate secțiunile alfabetice pot fi accesate din cuprins.

## A–O
| Liste: | A | B | C | D | E F | G | H | I J | K L | M | N O | P | Q R | S | T U V | W X Y Z |

Pentru a găsi intrări ce încep cu A–O, folosiți cuprinsul de mai sus.

## P
| Liste: Sus | A | B | C | D | E F | G | H | I J | K L | M | N O | P | Q R | S | T U V | W X Y Z |

- Pabst – Guido Frederico João Pabst (1914–1980)
- P.A.Cox – P. A. Cox (fl. 1985)
- P.A.Dang. – Pierre Augustin Dangeard (1862–1947)
- Pagan – Francisco Mariano Pagan (1896–1942)
- Paine – John Alsop Paine (1840–1912)
- Painter – William Hunt Painter (1835–1910)
- Palassou – Pierre Bernard Palassou (1745–1830)
- Palez. – Philippe de Palézieux (1871–1957)
- Palib. – Ivan Vladimirovich Palibin (1872–1949)
- Pall. – Peter Simon von Pallas (1741–1811)
- Palla – Eduard Palla (1864–1922)
- Pallith. – Joseph Pallithanam (1915–1984)
- P.Allorge – Pierre Allorge (1891–1944)
- Palm – Björn Torvald Palm (1887–1956)
- Palmberg – Johannes Olai Palmberg (1640–1691)
- Palmer – Edward Palmer (1829–1911)
- Palmgr. – Alvar Palmgren (1880–1960)
- Pamp. – Renato Pampanini (1875–1949)
- Pancher – Jean Armand Isidore Pancher (1814–1877)
- Pančić – Josif Pančić (1814–1888)
- Pandé – S. K. Pandé (1899–1960)
- Pandeir. – Mariana Sofia Pandeirada (n. 1990)
- Pander – Heinz Christian Pander (1794–1865)
- Pando – Francisco Pando (n. 1962)
- Panero – José L. Panero (n. 1959)
- Panfet – Cristina Mercedes Panfet Valdés (n. 1957)
- Pangalo – Konstantin Ivanovič Pangalo (1883–1965)
- Panigrahi – Gopinath Panigrahi (1924–2004)
- Panizzi – Francesco Panizzi (1817–1893)
- Panjutin – Platon Sergeevich Panjutin (1889–1946)
- Pankow – Helmut Pankow (1929–1996)
- Pannell – Caroline M. Pannell (fl. 1982)
- Panov – P. P. Panov (n. 1932)
- Pansche – Adolf Pansche (1841–1887)
- Pant. – Jószef Pantocsek (1846–1916)
- Pantaz. – Andriana Pantazidou (n. 1955)
- Panter – Jacqueline Anne Panter (n. 1945)
- Panthaki – Dhun Phiroze Panthaki (n. 1933)
- Pantl. – Robert Pantling (1856–1910)
- Panțu – Zacharia C. Panțu (1866–1934)
- Panz. – Georg Wolfgang Franz Panzer (1755–1829)
- Paol. – Giulio Paoletti (1865–1941)
- Papan. – Konstantinos Papanicolaou (n. 1947)
- Pappe – Karl Wilhelm Ludwig Pappe (1803–1862)
- Parijs – J. P. Parijs
- Paris – Jean Édouard Gabriel Narcisse Paris (1827–1911)
- Parish – Samuel Bonsall Parish (1838–1928)
- Parl. – Filippo Parlatore (1816–1877)
- Parm. – Antoine Auguste Parmentier (1737–1813)
- Parodi – Lorenzo Raimundo Parodi (1895–1966)
- Parry – Charles Christopher Parry (1823–1890)
- Pascher – Adolf Pascher (1881–1945)
- Pass. – Giovanni Passerini (1816–1893)
- Passarge – Otto Karl Siegfried Passarge (1867–1958)
- Passy – Antoine François Passy (1792–1873)
- Pasteur – Louis Pasteur (1822–1895)
- Pat. – Narcisse Théophile Patouillard (1854–1926)
- Patel – M. K. Patel (fl. 1949)
- Paterson – William Paterson (1755–1810)
- Patrin – Eugène Louis Melchior Patrin (1742–1815)
- Pau – Carlos Pau (1857–1937)
- Paul G.Wilson – Paul Graham Wilson (n. 1928)
- Paulsen – Ove Paulsen (1874–1947)
- Paunero – Elena Paunero Ruiz (1906–2009)
- Pav. – José Antonio Pavón Jiménez (1754–1844)
- Pavlov – Nikolai Vasilievich Pavlov (1893–1971)
- Pavol. – Angiolo Ferdinando Pavolini (fl. 1908
- Pawł. – Bogumił Pawłowski (1898–1971)
- Pax – Ferdinand Albin Pax (1858–1942)
- Paxton – Joseph Paxton (1803–1865)
- Payens – Joannes Petrus Dominicus Wilhelmus Payens (n. 1928)
- P.B.Adams – P. B. Adams (fl. 1978)
- P.Beauv. – Ambroise Marie François Joseph Palisot de Beauvois (1752–1820)
- P.Browne – Patrick Browne (1720–1790)
- P.C.Boyce – Peter Charles Boyce (n. 1964)
- P.C.de Jong - Piet C. de Jong (fl. 1976)
- P.Chai – Paul P. K. Chai (fl. 1996)
- P.C.Kanjilal – Praphulla Chandra Kanjilal (1886–1972)
- P.C.Pant – P. C. Pant (n. 1936)
- P.Daniel – Pitchai Daniel (n. 1943)
- P.de la Varde – Robert André Léopold Potier de la Varde (1878–1961)
- P.Delforge – Pierre Delforge (n. 1945)
- P.D.Orton – Peter Darbishire Orton (1916–2005)
- Pearl – Raymond Pearl (1879–1940)
- Pearse – Arthur Sperry Pearse (1877–1956)
- Pearson – William Henry Pearson (1849–1923)
- Pease – Arthur Stanley Pease (1881–1964)
- Peattie – Donald C. Peattie (1898–1964)
- P.E.Barnes – P.E. Barnes (fl. 1931)
- P.E.Berry – Paul Edward Berry (n. 1952)
- Peck – Charles Horton Peck (1833–1917)
- Peckham – Ethel Anson Peckham (n. 1879)
- Peckoit – Gustav Peckoit (1861–1923)
- Peckolt – Theodor Peckolt (1822–1912)
- Pěčková – Milena Pěčková (fl. 1990)
- Peckover – Ralph Peckover (fl. 1992)
- Pedersen – Troels Myndel Pedersen (1916–2000)
- Pedley – Leslie Pedley, botanist australian specializat în Acacia (n. 1930)
- Peebles – Robert Hibbs Peebles (1900–1955)
- Pellegr. – François Pellegrin (1881–1965)
- Pelloe – Emily Harriet Pelloe (1878–1941)
- Pelser – Pieter B. Pelser (fl. 2005)
- Penh. – David Pearce Penhallow (1854–1910)
- Penn. – Leigh Humboldt Pennington (1877–1929)
- Pennant – Thomas Pennant (1726–1798)
- Pennell – Francis Whittier Pennell (1886–1952)
- Penny– George Penny (–1838)
- Penz. – Albert Julius Otto Penzig (1856–1929)
- Pépin – Pierre Denis Pépin (c. 1802–1876)
- Perch-Nielsen – Katharina Perch-Nielsen
- Percival – John Percival (1863–1949)
- Perkins – Janet Russell Perkins (1853–1933)
- Perktold – Josef Anton Perktold (1804–1870)
- Perleb – Karl Julius Perleb (1794–1845)
- Perr. – George Samuel Perrottet (1793–1870)
- Perrier – Alfred Perrier (1809–1866)
- Perrine – Henry Perrine (1797–1840)
- Pers. – Christian Hendrik Persoon (1761–1836)
- Perss. – Nathan Petter Herman Persson (1893–1978)
- Perty – Josef (Joseph) Anton Maximillian Perty (1804–1884)
- Petagna – Vincenzo Petagna (1734–1810)
- Peter – (Gustav) Albert Peter (1853–1937)
- Peter G.Wilson – Peter Gordon Wilson (n. 1950)
- Peters – Wilhelm Carl Hartwig Peters (1815–1883)
- Petr. – Franz Petrak (1886–1973)
- Petrie – Donald Petrie (1846–1926)
- Petrov – Vsevolod Alexeevič Petrov (1896–1955)
- Petz. – Carl Edward Adolph Petzold (1815–1891)
- Peyr. – Johann Joseph Peyritsch (1835–1889)
- Pfahl – Jay Charles Pfahl (n. 1953)
- Pfeff. – Wilhelm Pfeffer (1845–1920)
- Pfeiff. – Louis (Ludwig) Karl Georg Pfeiffer (1805–1877)
- Pfeil – Friedrich Wilhelm Leopold Pfeil (1783–1859)
- Pfennig – Horst Pfennig (1933–1994)
- Pfiester – Lois Ann Pfiester (1936–1992)
- Pfitzer – Ernst Hugo Heinrich Pfitzer (1846–1906)
- Pfosser – Martin Pfosser (fl. 2003)
- P.Fourn. – Paul Victor Fournier (1877–1964)
- P.F.Stevens – Peter F. Stevens (n. 1944)
- P.Geissler – Patricia Geissler (1947–2000)
- P.H.Allen – Paul H. Allen (1911–1963)
- P.H.Davis – Peter Hadland Davis (1918–1992)
- P.Hein – Peter Hein (n. 1962)
- P.H.Hô – Pham-Hoàng Hô (n. 1931)
- Phil. – Rodolfo Amando Philippi (1808–1904)
- Philcox – David Philcox (1926–2003)
- Philippe – Xavier Philippe (1802–1866)
- Philipson – William Raymond Philipson (1911–1997)
- Phillippe – Loy R. Phillippe (fl. 1989)
- Phillipps – Anthea Phillipps (n. 1956)
- Phipps – Constantine John Phipps (1744–1792)
- Phoebus – Philipp Phoebus (1804–1880)
- P.H.Raven – Peter Hamilton Raven (n. 1936)
- Pichon – Marcel Pichon (1921–1954)
- Pickering – Charles Pickering (1805–1878)
- Pickersgill – Barbara Pickersgill (n. 1940)
- Pickett – Fermen Layton Pickett (1881–1940)
- Pickford – Grace Evelyn Pickford (1902–1986)
- Pic.Serm. – Rodolfo Emilio Giuseppe Pichi Sermolli (1912–2005)
- Pierrat – Dominique Pierrat (1820–1893)
- Pierre – Jean Baptiste Louis Pierre (1833–1905)
- P.I.Forst. – Paul Irwin Forster (n. 1961)
- Pignatti – Sandro Pignatti (n. 1930)
- Piippo – Sinikka Piippo (n. 1955)
- Pilát – Albert Pilát (1903–1974)
- Pilg. – Robert Knud Friedrich Pilger (1876–1953)
- Pillans – Neville Stuart Pillans (1884–1964)
- Pilous – Zdeněk Pilous (1912–2000)
- P.I.Mao – Pin I Mao (n. 1925)
- Pinchot – Gifford Pinchot (1865–1946)
- P.Kumm. – Paul Kummer (1834–1912)
- Piper – Charles Vancouver Piper (1867–1926)
- Pipoly – John J. Pipoly III (n. 1955)
- Piré – Louis Alexandre Henri Joseph Piré (1827–1887)
- Pires – João Murça Pires (1916–1994)
- Pires-O'Brien – Maria Joaquina Pires-O'Brien (n. 1953)
- Pirone – Pascal Pompey Pirone (n. 1907)
- Pirotta – Pietro Romualdo Pirotta (1853–1936)
- Piso – Willem (Guilielmus, Guilherme) Piso (Pies) (1611–1678)
- Pit. – Charles-Joseph Marie Pitard (1873–1927)
- Pitcher – Zina Pitcher (1797–1872)
- Pittier – Henri François Pittier (1857–1950)
- P.J.Adey – Patricia J. Adey (n. 1936)
- P.J.Bergius – Peter Jonas Bergius (1730–1790)
- P.J.Braun – Pierre Josef Braun (n. 1959)
- P.J.Cribb – Phillip James Cribb (n. 1946)
- P.J.L.Dang. – Pierre Jean Louis Dangeard (1895–1970)
- P.J.Müll. – Philipp Jakob Müller (1832–1889)
- P.Karst. – Petter Adolf Karsten (1834–1917)
- P.K.Endress – Peter Karl Endress (n. 1942)
- P.K.Holmgren – Patricia Kern Holmgren (n. 1940)
- P.K.Hsiao – Pei Ken Hsiao (n. 1931)
- P.Kumm. – Paul Kummer (1834–1912)
- Planch. – Jules Émile Planchon (1823–1888)
- Plée – Auguste Plée (1787–1825)
- Plowr. – Charles Bagge Plowright (1849–1910)
- Pluk. – Leonard Plukenet (1642–1706)
- Plum. – Charles Plumier (1646–1704)
- Plummer – Sara Allen Plummer (1836–1923)
- Plumst. – Edna Pauline Plumstead (1903–1989)
- P.MacGill. – Paul Howard MacGillivray (1834–1895)
- P.Martin – Paul Martin (1923–1982)
- Pobed. – Evgeniia Georgievna Pobedimova (1898–1973)
- Pocock – Mary Agard Pocock (1886–1977)
- Pócs – Tamás Pócs (n. 1933)
- Podp. – Josef Podpera (1878–1954)
- Poederlé – Eugene Josef Charles Gilain Hubert d'Olmen Poederlé (1742–1813)
- Poelt – Josef Poelt (1924–1995)
- Poepp. – Eduard Friedrich Poeppig (1798–1868)
- Poggenb. – Justus Ferdinand Poggenburg I (1840–1893)
- Pohl – Johann Baptist Emanuel Pohl (1782–1834)
- Pohle – Christian Nikolai Richard Pohle (1869–1926)
- Poir. – Jean Louis Marie Poiret (1755–1834)
- Poiss. – Henri Louis Poisson (1877–1963)
- Poit. – Pierre Antoine Poiteau (1766–1854)
- Poivre – Pierre Poivre (1719–1786)
- Pojark. – Antonina Ivanovna Pojarkova (1897–1980)
- Pokle – Dileep Sadashivrao Pokle (n. 1950)
- Pokorny – Alois (or Aloys) Pokorny (1826–1886)
- Polatschek – Adolf Polatschek (n. 1932)
- Pole-Evans – Illtyd (Iltyd) Buller Pole-Evans (1879–1968)
- Poljakov – Petr Petrovich Poljakov (1902–1974)
- Pollard – Charles Louis Pollard (1872–1945)
- Pollexf. – John Hutton Pollexfen (1813–1899)
- Pollich – Johan Adam Pollich (1740–1780)
- Pollock – James Barkley Pollock (1863–1934)
- Pomel – Auguste Pomel (1821–1898)
- Poole – Alick Lindsay Poole (1908–2008)
- Popl. – Henrietta Ippolitovna Poplavskaja (1885–1956)
- Popov – Mikhail Grigoríevič Popov (1893–1955)
- Poppelw. – Dugald Louis Poppelwell (1863–1939)
- Porter – Thomas Conrad Porter (1822–1901)
- Porto – Paulo Campos Porto (1889–1968)
- Poselg. – Heinrich Poselger (1818–1883)
- Posp. – Eduard Pospichal (1838–1905)
- Post – George Edward Post (1838–1909)
- Pourr. – Pierre André Pourret (1754–1818)
- Pouzolz – Pierre Marie Casmir de Pouzolz (1785–1858)
- P.Petit – Paul Charles Mirbel Petit (1834–1913)
- Prada – María del Carmen Isabel Prada (n. 1953)
- Pradal – Émile Pradal (1795–1874)
- Pradeep – Ayilliath K. Pradeep (fl. 1990)
- Pradhan – Udai Chandra Pradhan (n. 1949)
- Praeger – Robert Lloyd Praeger (1865–1953)
- Praet. – Ignaz Praetorius (1836–1908)
- Prag. – Ernst Prager (1866–1913)
- Prahl – Peter Prahl (1843–1911)
- Prain – David Prain (1857–1944)
- Prak.Rao – Chellapilla Surya Prakasa Rao (n. 1917)
- Pramanik – B. B. Pramanik (n. 1933)
- P.Ramesh – Polluri Ramesh (fl. 1997)
- Prance – Ghillean Tolmie Prance (n. 1937)
- Prantl – Karl Anton Eugen Prantl (1849–1893)
- Prassler – Maria Prassler (n. 1938)
- Prát – Silvestr Prát (1895–1990)
- Prather – L. Alan Prather (n. 1965)
- Pratt – Anne Pratt (1806–1893)
- Pray – Thomas Richard Pray (n. 1923)
- Preble – Edward Alexander Preble (1871–1957)
- Pringle – Cyrus Pringle (1838–1911)
- Pringsh. – Nathanael Pringsheim (1823–1894)
- Priszter – Szaniszló Priszter (1917–2011)
- Pritz. – George August Pritzel (1815–1874)
- P.R.O.Bally – Peter René Oscar Bally (1895–1980)
- Proctor – George Richardson Proctor (n. 1920)
- Prodan – Iuliu Prodan (1875–1959)
- Profice – Sheila Regina Profice (n. 1948)
- Prokh. – Jaroslav Ivanovic Prokhanov (1902–1964)
- Prosk. – Johannes Max Proskauer (1923–1970)
- Prowazek – Stanislaus von Prowazek (1875–1915)
- P.Royen – Pieter van Royen (1923–2002)
- Pryer – Kathleen M. Pryer (fl. 1989)
- P.Sarasin – Paul Benedict Sarasin (1856–1929)
- P.S.Ashton – Peter Shaw Ashton (n. 1934)
- P.Schneid. – Peter Schneider (1936–1989)
- P.Selby – Prideaux John Selby (1788–1867)
- P.S.Green – Peter Shaw Green (1920–2009)
- P.Silva – António Rodrigo Pinto da Silva (1912–1992)
- P.S.Liu – Pei Song Liu (fl. 1984)
- P.S.Soltis – Pamela S. Soltis (fl. 2007)
- P.Stark – Peter Stark (1888–1932)
- P.S.Wyse Jacks. – Peter Wyse Jackson (n. 1955)
- P.Syd. – Paul Sydow (1851–1925) (father of Hans Sydow)
- P.Taylor – Peter Geoffrey Taylor (1926–2011)
- P.Temple – Paul Temple (fl. 2008)
- P.T.Li – Ping Tao Li (n. 1936)
- Puget – François Puget (1829–1880)
- Pugsley – Herbert William Pugsley (1868–1947)
- Pulle – August Adriaan Pulle (1878–1955)
- Pult. – Richard Pulteney (1730–1801)
- Purchas – William Henry Purchas (1823–1903)
- Purdie – William Purdie (c.1817–1857)
- Purdom – William Purdom (1880–1921)
- Purk. – Emanuel von Purkyně (1832–1882)
- Purpus – Carl Albert Purpus (1851–1941)
- Pursh – Frederick Traugott Pursh (1774–1820)
- Purton – Thomas Purton (1768–1833)
- Putnam – George Palmer Putnam (1887–1950)
- Putz. – Jules Putzeys (1809–1882)
- P.Watson – Peter William Watson (1761–1830)
- P.W.Ball – Peter William Ball (n. 1932)
- P.Wilson – P.Wilson (1879–1944)
- P.Y.Chen – Pang Yu Chen (n. 1936)
- Pynaert – Edouard-Christophe Pynaert (1835–1900)

## Q–Z
| Liste: Sus | A | B | C | D | E F | G | H | I J | K L | M | N O | P | Q R | S | T U V | W X Y Z |

Pentru a găsi intrări ce încep cu Q–Z, folosiți cuprinsul de mai sus.